# オルジェイトゥ

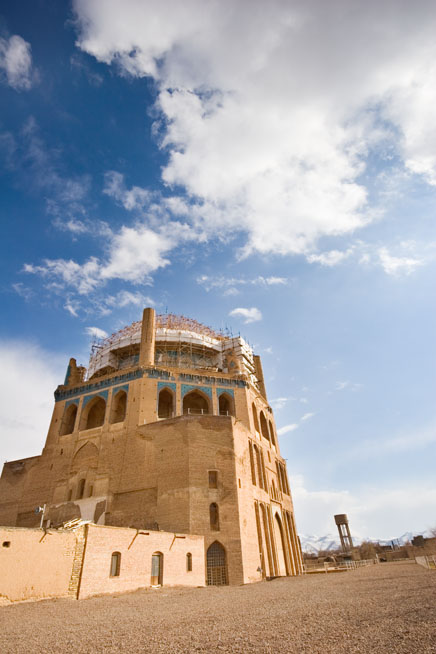
ソルターニーイェのオルジェイトゥ廟

オルジェイトゥ・ハン（ペルシア語：اولجايتو خان Öljeitü, ūljāytū khān, 1280年 - 1316年12月16日）は、イルハン朝の第8代君主（在位：1304年7月21日 - 1316年12月16日）。第4代君主・アルグンの第3子で、第7代君主・ガザン・ハンの弟、アブー・サイードの父。兄ガザン・ハンの目指したイラン・イスラーム的なモンゴル国家像によるイルハン朝再建の政策を引継ぎ、国内の財政と軍政、宗教問題などの安定化、モンゴル帝国諸王家との融和政策にも取り組んだ。その過程でシーア派改宗宣言をしたことでも知られる。なお、日本語表記では、オルジャイトゥ（ー）と表記されるものもある。

## 生い立ち
オルジェイトゥはアルグンと、フレグの妃であったドグズ・ハトゥンの兄サリジャの娘ウルク・ハトゥンとの子である。誕生時にはオルジェイ・ブカと称し、邪視を避ける慣習によりテムデルと改名。王子時代はペルシア語で「ロバ曳き」を意味するハルバンダ Khar-banda と呼ばれていた。
即位にあたり誕生名オルジェイ・ブカにちなみオルジェイトゥ・ハンを号した。勅書などにおいてはオルジェイトゥ・スルターンを称号とする事を宣言し、またハルバンダにちなみアラビア語のアブドゥッラー（神・アッラーの下僕）のペルシア語による訳語である「フダーバンダ Khudā-banda 」と代え、兄ガザンがマフムードと称したようにムスリム改宗名としてのムハンマドを加え、スルターン・オルジェイトゥ・ムハンマド・フダーバンダなどを称している。
中古モンゴル語の「オルジェイトゥ」とは、テュルク語の qutluγ と同じ「幸福（オルジェイ）持てる」という意味である。

## 即位
兄ガザン・ハンの存命中は、ホラーサーン方面全域の統括を任されており、兄が掲げるイルハン朝国家の大規模な改革政策を良く理解し、全面的にこれを補佐した。ガザンもオルジェイトゥをよく信頼しておりわずか9年の治世であったが、軍政などの諸改革に邁進できた背景には近親であるオルジェイトゥらの助力が大きい。
1304年5月にガザンが没した時、オルジェイトゥは任地ホラーサーンでその訃報に接した。ガイハトゥ・ハンの嗣子アラーフランク擁立の動きを察知すると、ただちに討滅させた。そして同1304年7月に、アゼルバイジャン地方のウージャーンの地で王妃王族、部将たち、廷臣らを参集させてクリルタイを開き、ハン位に推戴された。

## オルジェイトゥの施政
オルジェイトゥは基本的に兄ガザンの政策をそのまま引き継いだ。すなわち政務ではガザンの下したヤサを規範とし、あわせてイスラームの戒律を遵守するように命じた。またモンゴル軍民の管轄は大アミールのクトルグ・シャーとスルドス部族の当主チョパンらに任せた。財政は引き続きラシードゥッディーン、サアドゥッディーン・サーヴェジーらを宰相として留任させ、またガザン時代に施行されたワクフ関連の事業や税制も追認された。またマラーガ天文台の長官にナスィールッディーン・トゥースィーの息子アスィールッディーンを着任させた。
オルジェイトゥの時代はカイドゥとモンゴル皇帝クビライが相次いで死去したことで一時的に中央アジアの争乱が解消され、即位した年の9月には、大元朝のテムル・カアン、カイドゥの跡を継いだチャパル、チャガタイ家の当主ドゥアからの使節が祝賀のために謁見を受けている。
オルジェイトゥの治世中には、ケルマーンのカラヒタイ朝が所領を没収されて財務当局の管理に移され滅亡した。幼君シャー・ジャハーンはシーラーズで隠遁して生涯を終えている。また、永年放置されていたギーラーン地方が1306年に征服され、これでイラン全土がイルハン朝の統治下に置かれるようになった。
彼の治世によって財政は安定化しつつあったが、ガザン時代にも生じていたシャーフィイー派やハナフィー派などの法学派間やシーア派、スンナ派間の対立が再燃した。オルジェイトゥは最終的にガザンが表明できなかったシーア派に帰依することを決めたことで知られている。彼の時代に鋳造されたディーナール銀貨にはシーア派初代イマームの三人、アリー、ハサン、フサイン親子の名を刻ませ、同様のフトバを読ませていたようだが、スンナ派であったラシードゥッディーンやチョパンらを罷免すると言うことはしていない。
彼の治世中にラシードゥッディーンはガザンから編纂を命じられていた『集史（ジャーミウッタワーリーフ）』が完成し、1307年4月に献呈された。オルジェイトゥはなおモンゴル帝国全土が久方ぶりに和平したことを祝して、さらにガザンによって定められた「モンゴル史」のみならず、「諸国史」、「諸民族系譜図」をそれぞれ追加するように命じ、1314年にこれが脱稿したとされている。従来のイルハン朝宮廷の冬営地と夏営地はイラクのバグダードやアゼルバイジャン地方にあったが、オルジェイトゥは新たにジャバール地方に夏営地としてソルターニーイェという都市を建設した。彼はオルジェイトゥ廟を建造し、そこに葬られている。
1307年にチャガタイ家のドゥアが死去すると、ホラーサーン地方以東はチャガタイ家内部の後継紛争の余波を受けるようになる。オルジェイトゥはドゥアの息子でメルヴ、ガズナ、スィースターン方面と東方のカラウナス軍団を統括していたクトルク・ホージャの動向を常に警戒しており、彼の息子ダーウード・ホージャがこれらを継承すると、チャガタイ家内部のダーウードを放逐する一派に援助してホラーサーン方面軍をアム川の境域に派遣した。1315年にはチャガタイ家の当主エセン・ブカは元朝軍との交戦のあいまにもこの報復としてたびたびダーウードやケベク、ヤサウルらの軍をホラーサーン地方へ侵攻している。
1313年、嫡子のアブー・サイードに後継者としてホラーサーンを安堵する。
1315年にジョチ家の王族でイルハン朝に帰順していたバーバがジョチ・ウルスの領土であったホラズム地方を侵犯し、さらにこれを好機とみたエセン・ブカもジョチ家への挑発行動を行った。ウズベク・ハンはこれに怒って使節をオルジェイトゥのいるソルターニーイェに派遣し、善処のない場合はアッラーン地方からの侵攻もありうると言上させた。オルジェイトゥはバーバの独断であることを認め、バーバを処刑している。
同年4月にはさらにマムルーク朝軍が侵攻してマラティヤ、キリキアを相次いで掠奪し、大アミール・チョバンが派遣されてマラティヤの住民救済を行った。
1316年にマッカの統治者で聖裔家の出身であるイッズッディーン・フマイザが、彼の弟アサドゥッディーン・リマイサを後援するマムルーク朝のスルターン・ナースィルによってマッカを逐われてイルハン朝に亡命して来た。フマイザは後にマッカに帰還すると、オルジェイトゥの後を継いだアブー・サイードの名前でフトバを唱えさせている。
1316年12月16日、ソルターニーイェにて、36歳で病没した。
オルジェイトゥがフランス国王フィリップ4世に宛てたウイグル文字モンゴル語による1305年5月13日付けの書簡が現存する。